# 金竹小
金竹小（こんちくしょう）とは、1980年代後半から1990年代初頭にかけて自由民主党内の派閥である経世会（竹下派）幹部であった金丸信・竹下登・小沢一郎の頭文字をとって評された言葉。「ニューリーダー」世代の代表を称して安竹小（「小」は小沢ではなく小坂徳三郎）と呼び習わされたことに倣っている。

## 概要
| 名前 | 金丸信 | 竹下登 | 小沢一郎 |
| 写真 |        |        |          |

1989年6月3日、宇野宗佑が総理に就任。金丸信はこのとき、小沢一郎とライバル関係になっていた梶山静六を通産相として入閣させ、派閥活動がしにくいポストに押し込んだ。そして6月7日に開かれた経世会の常任幹事会で、ポスト宇野を見据えて、小沢を事務総長に指名した。看板は竹下派のまま「金丸派」への変質が徐々に始まっていった。
竹下と金丸は国対族として野党とのパイプを築いていたが、1989年7月の参院選で自民党が過半数を割りねじれ国会となった局面でその重要性を増した。
同年8月10日、海部俊樹が総理大臣に就任。田中角栄が長く「キングメーカー」として君臨した最大の秘密は多くの政権で自民党幹事長を押さえ続けたことにあったが、金丸もその例に倣い、ここで小沢を幹事長に推薦した。小沢の幹事長への起用は、金丸が竹下派はもとより政権与党を手中に収めることを意味したが、このことを十分理解していた竹下は「小沢幹事長」に難色を示した。竹下は「長幼の序」を持ち出し、「梶山幹事長」を強く主張した。この竹下派内の調整にひと肌脱いだのが安倍晋太郎だった。安倍は小沢の幹事長起用を強く推した。「金丸―小沢支配」を梃子にしてポスト海部をめぐる総裁レースでの生き残りをかけたのであった。
金丸は党幹事長の小沢をして公明党、民社党との折衝に当たらせ、自公民路線を固めて政権運営の道筋をつけた。海部は後年、回顧録で次のように述べている。「小沢氏のことは個人的には知らなかったが、金丸氏から幹事長にと推薦された時は、願ったり叶ったりと思った。彼は、金丸氏はもとより田中角栄氏からも寵愛を受けていたから、小沢氏を押さえておけば、奥の院まで話が通ると踏んだのだ」
3者は縁戚関係で結ばれ相互扶助の関係によって日本の政治を動かしていたが、世代交代に否定的な竹下と小沢を会長にして政界再編を見据える金丸・小沢との間に次第に隙間風が吹くようになる。また、海部内閣退陣表明後に小沢が金丸を背景に後継出馬を模索し、小沢が断念すると当時一般人気の高かった派内の橋本龍太郎を差し置いて他派の宮澤喜一を推すことを金丸・小沢主導で決定するなどしたことから、両名に反発する機運が派内にも生じた。
1992年10月14日、金丸は東京佐川急便事件で衆議院議員を辞職し、竹下派会長も辞任した。これ以後、竹下と小沢は派閥の実権を争い、経世会は分裂に至った。
最大派閥として政府・与党に対して影響力を保持していたことへの揶揄（こん畜生）した意味が含まれている。東京佐川急便事件に絡んで3人とも国会から証人喚問をされている（金丸は病気療養中を理由に出張尋問となった）。
また、浜田幸一によると、『金竹小』は語呂がいいからそう言っただけで、実際は、一貫して金より竹が上であり、いかにも表面に出ていた金丸と、裏で手綱を握っていた竹下との関係を指摘している。金丸自身、ことあるごとに「俺は雇われマダムだ」と言っていたと証言している。